# Hasseldelle
Hasseldelle ist ein Ortsteil im Stadtbezirk Mitte der bergischen Großstadt Solingen. Der Ortsteil besteht im Wesentlichen aus der Anfang der 1970er Jahre errichteten Großwohnsiedlung des Solinger Spar- und Bauvereins (SBV) und der Bremer Treuhand.

## Lage und Beschreibung
Die Hasseldelle liegt im Nordosten des Solinger Stadtbezirks Mitte. Die Großwohnsiedlung befindet sich auf einer Bergkuppe südlich des Stöckener Tals und dem Ort Kohlfurth und entstand östlich von Erbenhäuschen an der ringförmigen Verlängerung der Hasselstraße sowie der beiden Stichstraßen Dietrich- und Rolandstraße. Am östlichen Fuße des Bergs fließt die Wupper, die die Stadtgrenze zu Wuppertal bildet.
In der Mitte des Straßenrings befinden sich verschachtelt angeordnet die größten Hochhäuser der Siedlung. Dazwischen befinden sich Spielplätze und Zuwegungen. Einige weitere Hochhäuser befinden sich auf dem Eckgrundstück von der Hassel- zur Dietrichstraße. Im Außenring wie auch an der Rolandstraße befinden sich zum Teil mehrgeschossige Wohnhäuser und Einfamilienhäuser beziehungsweise Bungalows. In der Großwohnsiedlung haben die beiden Stichstraßen des Straßenrings, die Roland- und die Dietrichstraße, ihren Namen nach dem Einteilungsplan für die Benennung von Straßen in Solingen nach den beiden Sagengestalten Dietrich von Bern und dem Grafen Roland im Frankenreich erhalten.

## Etymologie
Der Ortsname Hasseldelle geht zurück auf eine Zusammensetzung aus den beiden Worten Hassel, das für einen Haselstrauch steht, und  -delle, also einer Talsenke. Der Name deutet also auf ein mit Hasel bewachsenes Tal hin.

## Geschichte

### Ursprünge

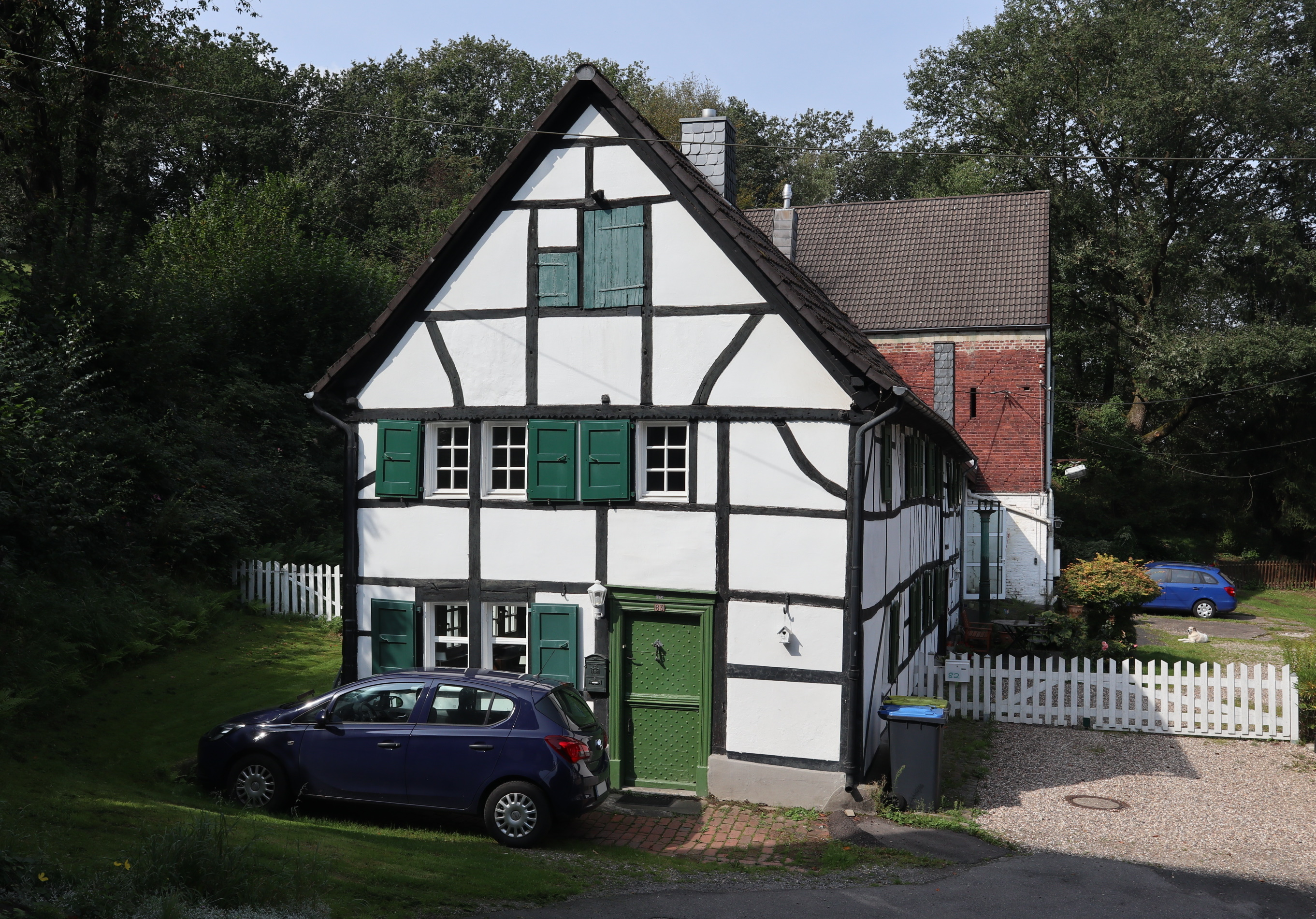
Hasseldeller Weg 82, 83

Der Bereich der Hasseldelle war ursprünglich Teil einer Streusiedlung, die den Namen Im Klauberg trug und sich in Form von mehreren Bauernhöfen entlang des Höhenzugs erstreckte. Zu den Höfen gehörte auch die kleine Wohnhausgruppe am heutigen Hasseldeller Ufer. Die Bezeichnung Hasseldelle erscheint erstmals Anfang des 20. Jahrhunderts auf amtlichen Stadtplänen, dort wird eine Flur an einem Wupperhang im Nordosten der heutigen Wohnsiedlung so bezeichnet (Lage).
Nach der Umbenennung der Dellestraße in Hasseldeller Weg im Jahre 1935 ging der Name Hasseldelle auf die dortigen Höfe über und löste die bisherige Ortsbezeichnung Im Klauberg ab. Auch die Ortsbezeichnung Hasseldeller Ufer wurde in diesem Zuge eingeführt. Auf dem Messtischblatt Solingen der Topografischen Karte 1:25.000 ist einer der Höfe noch vor dem Bau der gleichnamigen Großwohnsiedlung ab den 1960er Jahren als Hasseldelle beschriftet.
Seit dem Jahre 1987 ist der zweigeschossige Fachwerkhauskomplex Hasseldeller Weg 82, 83 in einem der ehemaligen Bauernhöfe nördlich der Hasseldelle unter der laufenden Nummer 813 in die Solinger Denkmalliste eingetragen.

### Bau der Großwohnsiedlung
Nachdem der Spar- und Bauverein in den Nachkriegsjahren einen großen Anteil an der Bereitstellung von kostengünstigem Wohnraum in Solingen hatte, erlebte er ab 1967 die wohl schwerste Krise seiner Nachkriegsgeschichte. Der Verein machte zwei Jahre lang mit der sogenannten Edler-Affäre von sich reden, bei der gegen den damaligen Geschäftsführer Werner Edler der Vorwurf der Untreue erhoben wurde. Die gerichtlichen Auseinandersetzungen endeten schließlich 1971 mit einem Vergleich.:130f.

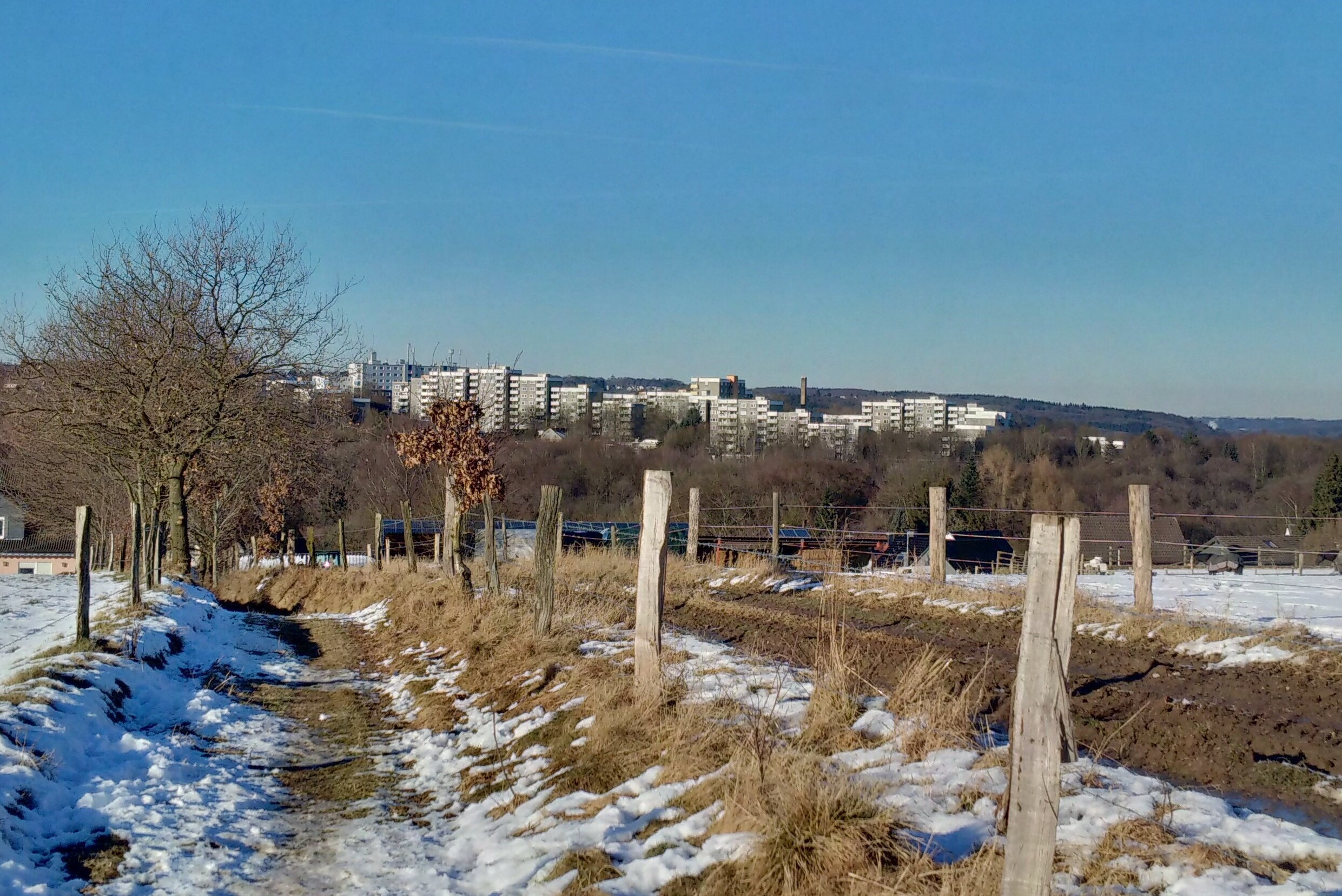
Blick von Theegarten auf die Hochhäuser an der Hasseldelle

Von der Edler-Affäre schwer getroffen, fanden beim Spar- und Bauverein bis Ende der 1960er Jahre keine Neubaumaßnahmen mehr statt. Man startete dann mit kleinen Neubauprojekten, bevor 1970 mit dem Bau der Hochhaussiedlung an der Hasseldelle begonnen wurde. Am östlichen Ende der Hasselstraße, auf einer Bergkuppe oberhalb der Kohlfurth, ließ der Verein bis 1972 an der verlängerten Hassel- und der Dietrichstraße insgesamt 19 drei- bis achtstöckigige Wohn- und Hochhäuser mit 192 Wohnungen errichten. Das Gelände der Siedlung diente bis zum Beginn der Bauarbeiten als Ackerfläche. Die Bremer Treuhand ließ zusätzlich 400 Wohnungen in der neu entstehenden Siedlung errichten.:131ff.
Die Wohnungen der Siedlung waren für damalige Verhältnisse überdurchschnittlich modern ausgestattet, so verfügten alle Wohnungen bereits über Zentralheizung und Doppelglasfenster, Wohnzimmer und Küchen wurden verglichen mit früheren Bauprojekten des SBV vergrößert, in größeren Wohnungen wurden Bad und WC räumlich voneinander getrennt. Trotz der baulichen Vorzüge plagte die ersten Bewohner vor allem die unzureichende Infrastruktur, es gab zunächst weder eine Busanbindung noch Einkaufsmöglichkeiten, Freizeitmöglichkeiten oder Kindergärten. Mit Unterstützung des Spar- und Bauvereins formierten sich einige Bewohner der Hasseldelle in einer Vereinigung, die für mehr Infrastruktur in der Hasseldelle kämpfte. 1988 gründete sich der Verein Wir in der Hasseldelle e. V., der bis heute weiter für seine Siedlung eintritt. So entstand ein Beroma-Ladengeschäft, außerdem das Vereinsheim an der Rolandstraße, in dem diverse Aktionen des Vereins stattfinden.:131 ff.
Die Siedlung Hasseldelle wurde zunächst durch Verlängerung der von Untenkatternberg kommenden Autobuslinie 696 der Stadtwerke Solingen an die Solinger Innenstadt angebunden. Der Verein Wir in der Hasseldelle e. V. setzte sich dafür ein, dass die Siedlung an das Solinger Oberleitungsbusnetz angeschlossen wird. Die dafür nötige neue Strecke (ab Kreuzung Schlagbaum) hatte eine Länge von 2,6 Kilometern, davon 0,68 Kilometer einspurig als Wendeschleife durch die Siedlung. Am 30. Mai 1981 wurde die Oberleitungsbuslinie 684 Widdert – Graf-Wilhelm-Platz bis zur Hasseldelle verlängert und die Autobuslinie 696 wieder auf ihren bisherige Strecke verkürzt.